# Hymenophytaceae
Hymenophytaceae es una familia de hepáticas del orden Pallaviciniales. Su único género Hymenophyton, es monotípico y su única especie: Hymenophyton flabellatum es originaria de Australia.

## Taxonomía
Hymenophyton flabellatum fue descrita por (Labill.) Dumort. y publicado en Recueil d'Observations sur les Jungermanniacées 25. 1835.
Sinonimia
- Jungermannia flabellatum Labill.